# San Marino i Eurovision Song Contest 2017
San Marino deltog i Eurovision Song Contest 2017 i Kiev, Ukraina. Landet representerades av Valentina Monetta & Jimmie Wilson med låten Spirit of the Night som valdes internt den 12 mars 2017.
San Marino missade finalen efter att ha slutat sist i sin semifinal. 